# Arthur Bornstein
Arthur Bornstein (* 14. April 1881 in Berlin; † 25. Januar 1932 in Bad Oeynhausen) war ein deutscher Pharmakologe.

## Leben und akademische Ausbildung
Arthur Bornstein wurde am 14. April 1881 als Sohn von Jenny Bornstein geboren. Seine Mutter war eine der ersten Frauen, die in Marburg ein Staatsexamen in Medizin abgelegt hatten. Arthur Bornstein studierte ebenfalls Medizin an der Humboldt-Universität zu Berlin sowie der Kieler Universität. Dort promovierte er mit einem „Beitrag zur Lehre vom Aneurysma der Bauchaorta“ und ging von 1903 bis 1905 an das Tierphysiologische Institut der Landwirtschaftlichen Hochschule Berlin unter Leitung von Nathan Zuntz. Anschließend folgten Stationen als Assistent an der Psychiatrischen Klinik Basel, am Physiologischen Institut in Berlin sowie an der Universität Genf. Von 1907 bis 1909 war er im Stoffwechsellabor der Psychiatrischen Klinik in Göttingen unter Leitung von August Cramer tätig, wo er sich 1908 habilitierte. Im gleichen Jahr untersuchte er den Einfluss des Seeklimas bei Tuberkuloseerkrankungen und verfasste in der Folgezeit mehrere Arbeiten und Aufsätze, die sich mit Stoffwechselphysiologie und der Atmung Geisteskranker beschäftigten.

## Wirken ab 1909
Anfang 1909 zog Bornstein mit seiner Frau Olga Adele in eine Wohnung nahe der Baustelle des Hamburger Elbtunnels, wo er die mit Pressluftarbeiten beauftragten Arbeiter als „Pressluftarzt“ betreuen und wissenschaftliche Untersuchungen durchführen sollte. Sein früherer Lehrer Zuntz hatte die Anstellung vermittelt, nachdem innerhalb von drei Monaten bei mehr als 200 Arbeitern die Taucherkrankheit aufgetreten war, die seinerzeit als nicht therapierbar galt. Die gemeinsam mit seiner Frau vorgenommenen Untersuchungen lieferten wichtige Beiträge zur Erklärung der Knochendestruktionen und waren grundlegend für die Therapie der Krankheit mittels Sauerstoffüberdruck.
Nach Abschluss der Bauarbeiten übernahm Bornstein 1910 Aufbau und Leitung des neuen Chemischen Laboratoriums am Allgemeinen Krankenhaus St. Georg. Während des Ersten Weltkriegs arbeitete er als Arzt in Flandern, in den Karpaten und an der Front der Isonzoschlachten. Nach der Rückkehr nach Hamburg wurde er 1919 ordentlicher Professor für Pharmakologie an der neu eröffneten Universität und 1930/31 Dekan der medizinischen Fakultät. Hier forschte Bornstein hauptsächlich zum Hormonstoffwechsel und nahm dabei gefährliche Selbstversuche mit Insulinpräparaten vor.
Gemeinsam mit der örtlichen Kurverwaltung gründete er 1930/31 eine balneologische Forschungseinrichtung in Bad Oeynhausen. Hier untersuchte er den Einfluss der Bäder auf den menschlichen Organismus und verfasste 1931 eine Untersuchung mit dem Titel „Aenderung der sensiblen und motorischen Erregbarkeit in Bädern“.

## Ehrungen
2016 wurde der Bornsteinplatz am südlichen Zugang des Elbtunnels im Stadtteil Steinwerder nach Arthur und Olga Adele Bornstein benannt.